# Fuscocephaloziopsis subintegra
Fuscocephaloziopsis subintegra là một loài rêu trong họ Cephaloziaceae. Loài này được Gradst. & Váňa mô tả khoa học đầu tiên năm 2004.